# Saitajoki (vattendrag, lat 67,75, long 23,50)
Saitajoki är ett vattendrag i Finland.   Det ligger i landskapet Lappland, i den norra delen av landet, 800 km norr om huvudstaden Helsingfors.